# Besčeljusnjače
Besčeljusnjače (Beščeljusnice, Besčeljusti: Agnatha) su prastara grupa kralježnjaka, koji su svi osim kružnoustih izumrle. Nazivaju ih i besčeljusnim ribama, no ove životinje ne pripadaju ribama.
Osobina besčeljusnjača je, kako im i samo ime kaže, da nemaju čeljusti, ali za razliku od bezlubanjaca već imaju razvijenu lubanju.
Razdoblje procvata besčeljusnjača bilo je u kambriju, kada je živjelo više stotina vrsta tih životinja. U tom su se razdoblju razvili i proširili. Kao zamjenu za prave čeljusti, kod mnogih vrsta razvili su se zubi ili izrasline slične zubima na tada vrlo čestom „oklopu” na glavi (Ostracodermata). 
Vrijeme besčeljusnjača završilo je s pojavom prvih riba s čeljustima. Čeljusti su se kod prvih životinja razvile od prednjih škržnih lukova.
Nadrazred Agnatha pripada koljenu Vertebrata i sastoji se od 3 razreda:
- Cephalaspidomorphi
- Myxini
- Pteraspidomorphi

## Izumrle besčeljusnjače
- Anaspida
- Conodonta
- Galeaspida
- Osteostraci
- Pituriaspida
- Pteraspidomorphi
- Thelodonti

Ove su izumrle grupe ranije sve zajedno bile obuhvaćene nazivom Ostracodermata.

## Drugi projekti
|  | Zajednički poslužitelj ima još gradiva o temi Besčeljusti |
|  | Wikivrste imaju podatke o taksonu Besčeljustima           |